# Сан Лоренцо ди Себато
Вижте пояснителната страница за други значения на Сан Лоренцо.
Сан Лорѐнцо ди Себа̀то (на италиански: San Lorenzo di Sebato; на немски: Sankt Lorenzen, Санкт Лоренцен) е малко градче и община в Северна Италия, автономна провинция Южен Тирол, автономен регион Трентино-Южен Тирол. Разположено е на 810 m надморска височина. Населението на общината е 3806 души (към 2010 г.).

## Език
Официални общински езици са и италианският и немският. Най-голямата част от населението говори немски. В общината се говори и други романски език, ладинският.
| %     | Роден език      |
| 2,64  | Италиански език |
| 95,31 | Немски език     |
| 2,05  | Ладински език   |